# Vanessa Suárez
Vanessa Alexandra Suárez Trivella (Caracas, 6 de septiembre de 1991) más conocida como Vanessa Suárez, es una actriz venezolana.

## Primeros años
Vanessa Suárez nació en Caracas, Venezuela, el 6 de septiembre de 1991. Suárez terminó sus estudios primarios y secundarios en el Colegio El Ángel en Caracas y se matriculó como Licenciada en Comunicación social en la Universidad Santa María.

## Carrera
Su primera aparición en televisión fue en 2003, participando en el programa infantil de Televen, Mundo de sueños. Suárez decidió participar en la audición de la serie y después de seis meses de pruebas, logró conseguir el papel de Vanessa, la mejor amiga de la protagonista de la serie. La serie fue una coproducción entre Boomerang y Venevisión. La serie fue transmitida en Latinoamérica, Europa, Medio Oriente y Asia. Suárez en paralelo a su papel en la serie, participó juntos a los chicos de la serie en la gira nacional en Venezuela. El primer show de la serie fue en el Poliedro de Caracas el 13 de noviembre de 2007. La serie fue estrenada por primera vez el 27 de junio de 2007 en Venezuela por Venevisión y su último episodio contó con aproximadamente 5.9 millones de espectadores, siendo una de las series más exitosas de Venevisión. La serie se estrenó el 15 de enero de 2008 por Boomerang en Latinoamérica y Europa. La serie finalizó el 15 de diciembre de 2008 y su episodio final tuvo una audiencia de aproximadamente 9.8 millones, la mayor audiencia recibida por cualquier episodio final de una serie de Boomerang Latinoamérica.
En 2008, Suárez fue presentadora del programa de televisión, Día libre, para Venevisión y participó en la obra de teatro, Anastasia y la Princesa Kira, en paralelo al rodaje de la segunda temporada de Somos tú y yo.
En 2009, participó en la serie, Somos tú y yo, un nuevo día, donde retomó su personaje de Vanessa Mejías. La serie es un spin-off de Somos tú y yo y fue basada en la película estadounidense Grease. Suárez participó en la gira de Somos tú y yo, un nuevo día, que comenzó el 29 de noviembre de 2009 en el Polideportivo de Pueblo Nuevo.
En 2011, Suárez fue elegida por el escritor Alberto Barrera Tyszka para participar en su próxima telenovela, El árbol de Gabriel, interpretando a Marcela Brunatto. El rodaje de la telenovela el 6 de julio del 2011 y se estrenó el 8 de septiembre de 2011 por Venevisión en Venezuela. Posteriormente, se estrenó en Latinoamérica, Estados Unidos, Polonia y Bulgaria.
En 2015, interpretó a Giselle Machado en la telenovela de Venevisión, Entre tu amor y mi amor, escrita por Carlos Pérez. El rodaje de la telenovela comenzó el 14 de septiembre de 2015, y se estrenó el 15 de junio de 2016, con altos niveles de audiencia.
En mayo de 2017, Suárez participó en el tema «VIP», de la cantante Corina Smith y Gaby Noya.

## Filmografía

### Televisión
| Año       | Título                      | Rol                   | Notas             |
| --------- | --------------------------- | --------------------- | ----------------- |
| 2007-2009 | Somos tú y yo               | Vanessa Mejías        | Coprotagonista    |
| 2009      | Somos tú y yo, un nuevo día | Vanessa "Vane" Mejías | Coprotagonista    |
| 2012      | El árbol de Gabriel         | Marcela Brunatto      | Invitada especial |
| 2016      | Entre tu amor y mi amor     | Giselle Machado       | Coprotagonista    |

## Teatro
| Año  | Obra                         | Personaje  | Dirección   |
| ---- | ---------------------------- | ---------- | ----------- |
| 2007 | Anastasia y la Princesa Kira | Ella misma | José Ferrer |